# Raymond Barre
Raymond Barre, född 12 april 1924 i  Saint-Denis, Réunion, död 25 augusti 2007 i Paris, var en fransk ekonom och politiker på mitten- till högerskalan.
1967–1973 var han kommissionär i EEC. Han var Frankrikes premiärminister under president Valéry Giscard d'Estaing från 1976 till 1981. År 1988 kandiderade Barre i presidentvalet för en av de borgerliga partierna. År 1995–2001 tjänstgjorde han som staden Lyons borgmästare.
Han var professor i ekonomi vid Institut d'Etudes Politiques de Paris.